# Cucina altoatesina

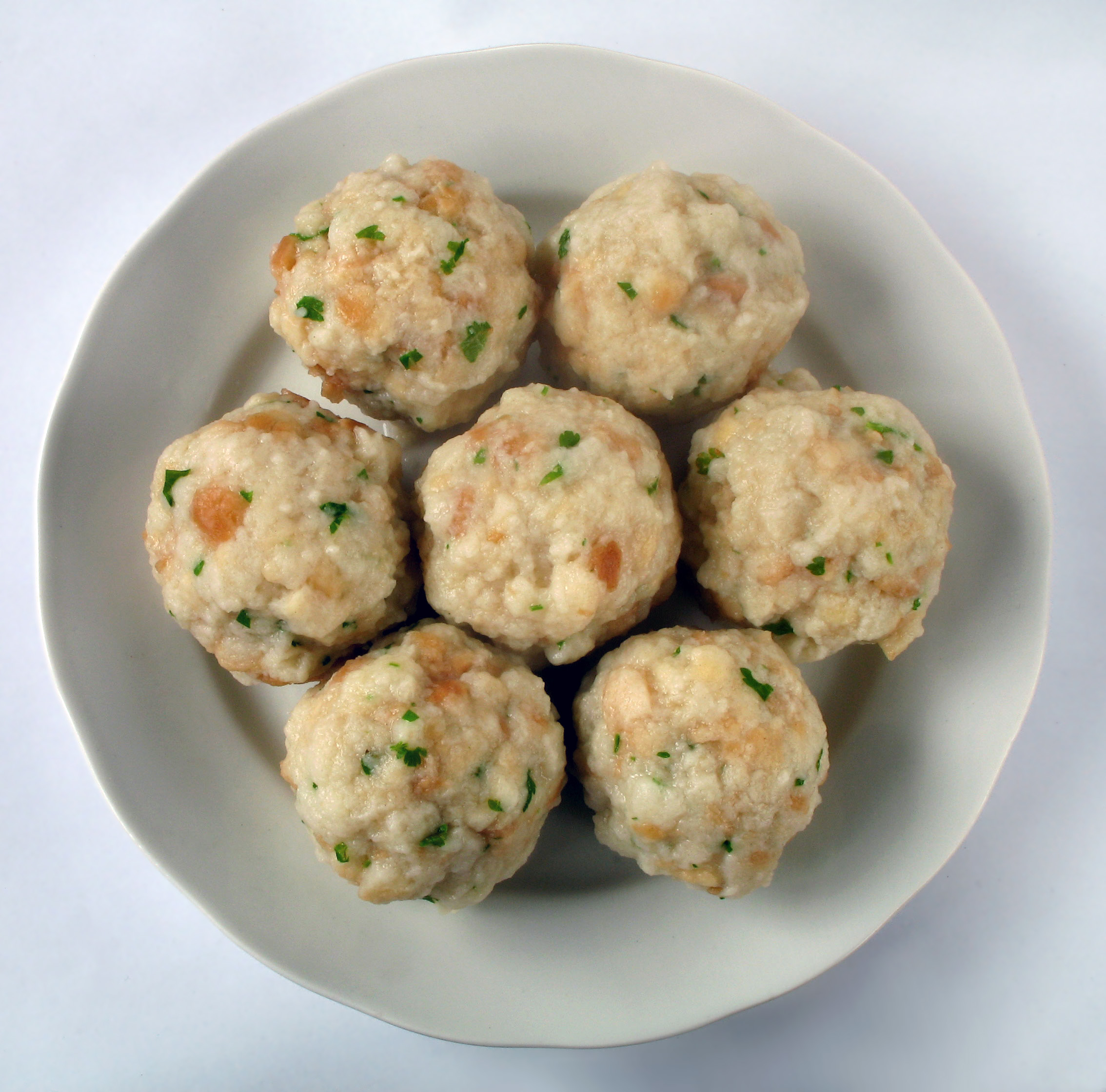
Un piatto di canederli

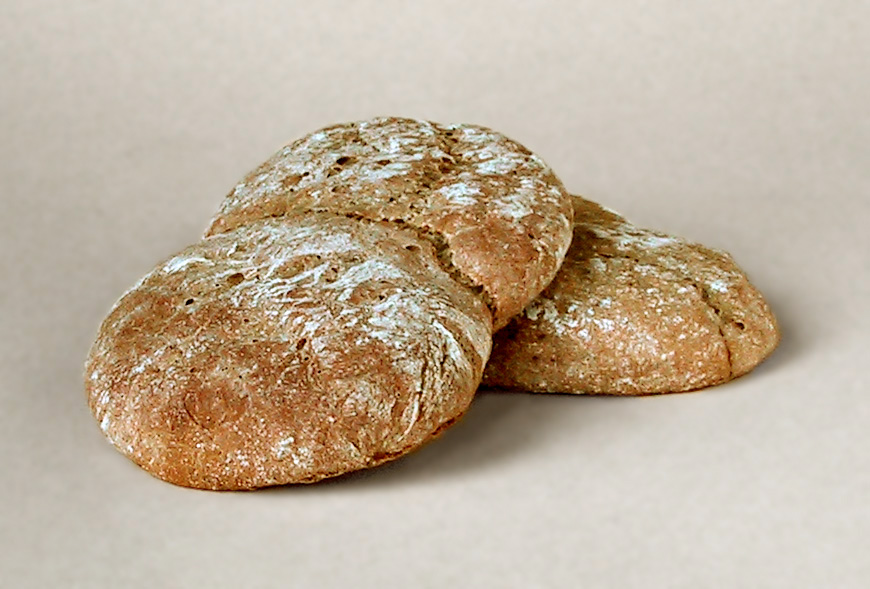
Vinschger Paarl

La cucina altoatesina (in tedesco Südtiroler Küche) è l'espressione dell'arte culinaria sviluppata in provincia di Bolzano. Essa è un connubio fra la tradizione culinaria tirolese e la cucina tipica italiana e risente anche dell'influenza della cucina viennese.

## Descrizione
La cucina altoatesina gode di grande apprezzamento ed è rinomata a livello internazionale. L'Alto Adige con le sue 20 stelle Michelin è la provincia italiana più premiata dalla guida francese.
Vi si trovano anche prodotti in genere popolari tra le popolazioni di lingua tedesca, come il Brezel (o Laugenbrezel o Brezen), i crauti o Sauerkraut e i Würstel o Frankfurter o Wiener; il Kaiserschmarrn e lo Strudel della tradizione asburgica; il Rösti, di origine svizzera; gli Spätzle di origine sveva.
Molti di questi piatti sono anche caratteristici della cucina trentina, in virtù della secolare unione del Trentino con l'Alto Adige sotto la monarchia asburgica.
Accanto ai tipici piatti tirolesi è fortemente presente in Alto Adige la cucina italiana (dai ravioli agli gnocchi, dal tiramisù alla panna cotta). La polenta in dialetto sudtirolese è nota come Plent. Tipica dell'Alto Adige è la polenta nera o Schwarzplent.

## Alcuni piatti tipici

### Salumi e insaccati

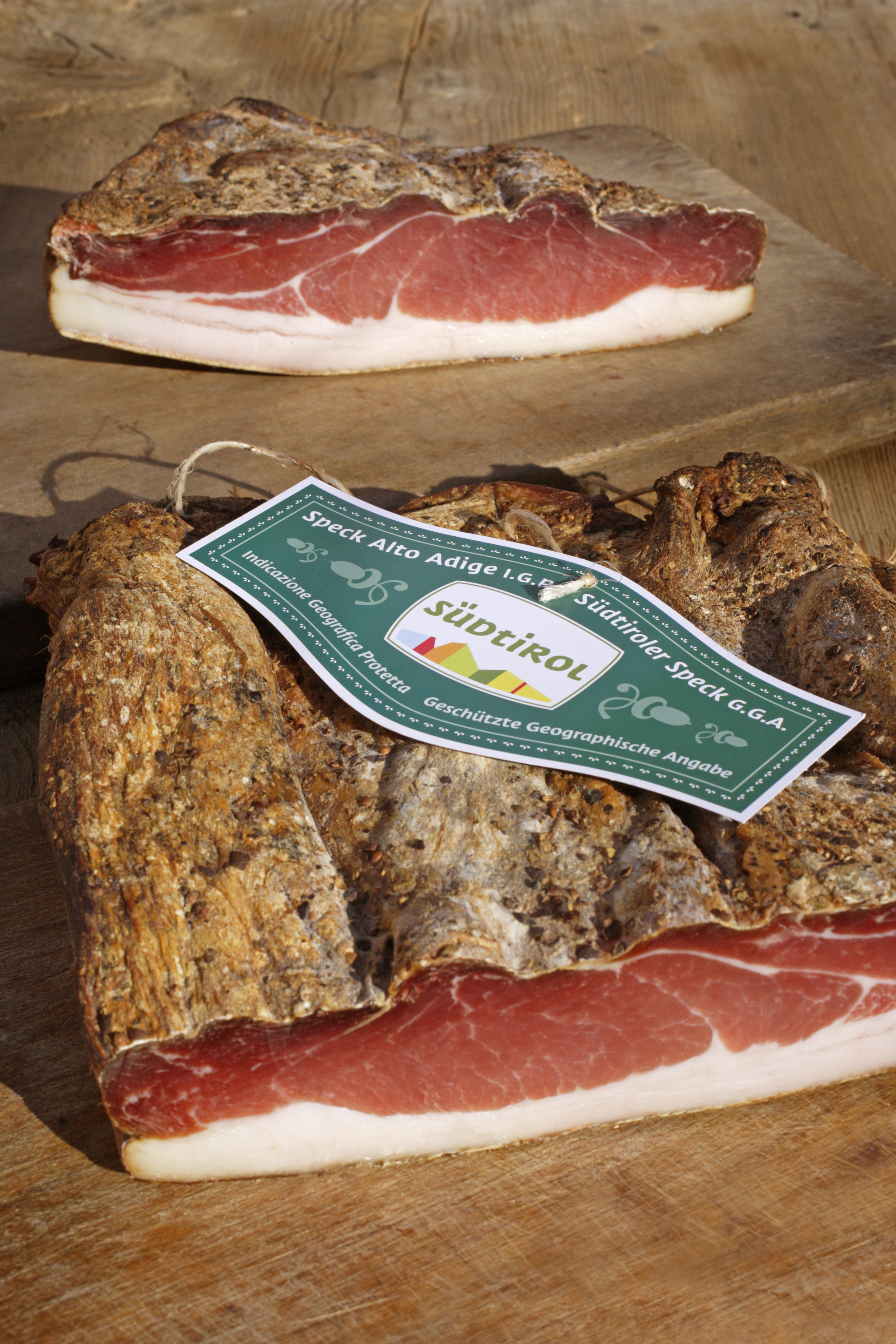
Speck

- Speck
- Kaminwurzen

### Formaggi

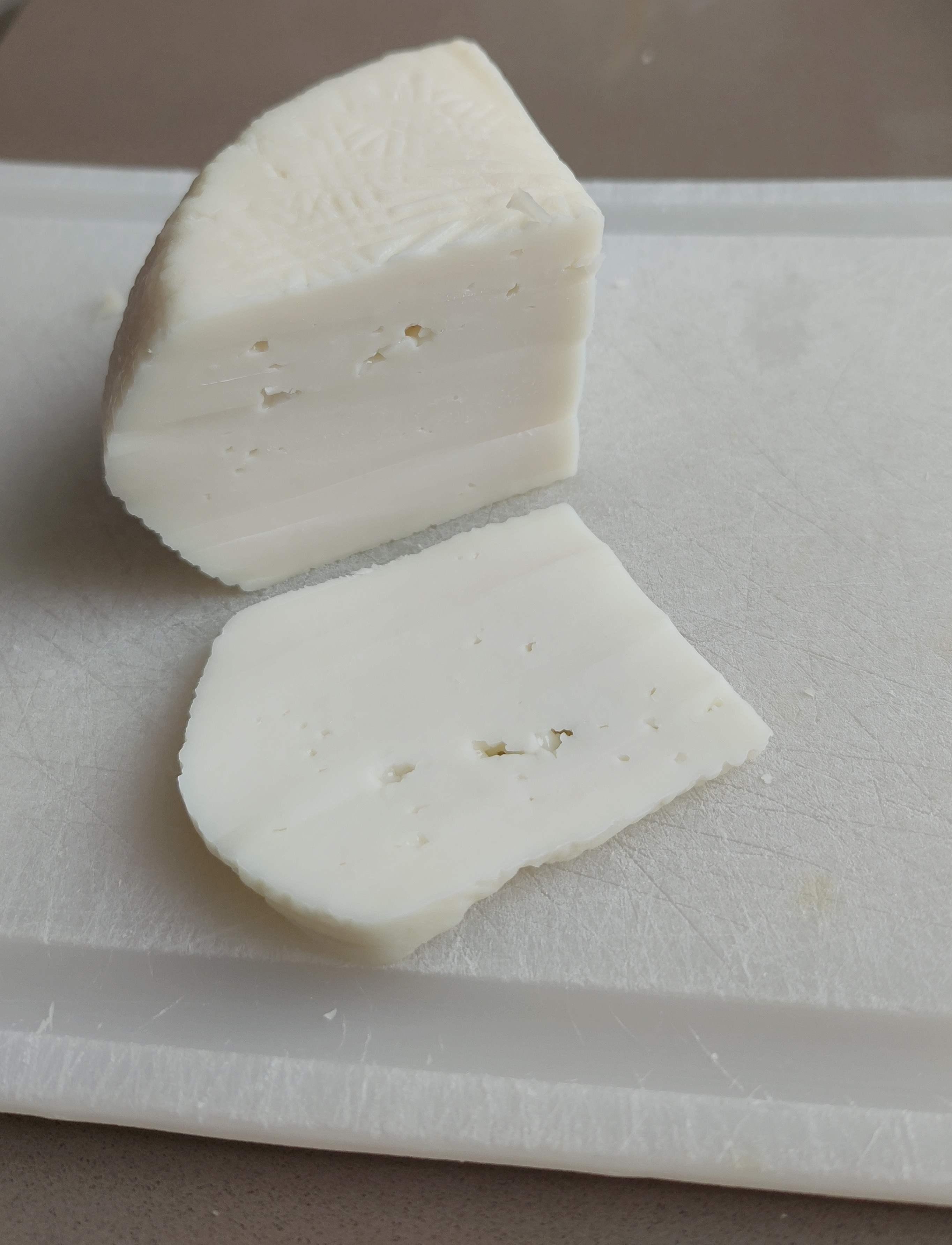
Formaggio di capra di Lagundo

#### DOP
- Stelvio

#### PAT
- Aschbach magro
- Bela Badia
- Formaggio contadino semigrasso di Lagundo
- Formaggio di capra di Lagundo
- Formaggio di montagna di Sesto
- Graukäse
- Hochpustertaler
- Malga Gardena
- Ortler
- Pustertaler Bergkäse
- Silandro leggero
- Stanga di Dobbiaco

### Primi piatti
- Canederli o Semmelknödel
- Schlutzkrapfen
- Spätzle
- Tirtlen
- Zuppa d'orzo (Gerstensuppe)
- Zuppa di gulasch (Gulaschsuppe)
- Maccheroni alla pastora
- Weinsuppe

### Secondi piatti
- Carne di castrato o Hammelfleischgerichte
- Würstel Meraner
- Gulasch
- Sauersuppe (zuppa di trippa da consumare con pane raffermo)[2]

### Contorni e verdure
- Gröstl o Grestl
- Röstkartoffeln

### Dolci
- Buchweizenroulade (rotolo di grano saraceno)
- Cuore di castagna
- Krapfen
- Kirchtagkrapfen
- Mohnmingilan
- Strauben
- Strudel
- Biscotti occhio di bue

### Vini e liquori
- Birra Forst
- Grappe (Schnaps):
  - Kranewitter
- Vino:
  - Santa Maddalena
  - Lagrein
  - Traminer aromatico (Gewürztraminer)

### Pane
- Pane nero o Schwarzbrot, nelle varianti:
  - Vinschger Paarl che deriva dall'antica ricetta del Ur-Paarl
  - Schüttelbrot
  - Pusterer Breatl
  - Vinschgauer Struzn
- Brezel